# Breakin’ News
Breakin’ News – ósmy studyjny album amerykańskiego rapera E-40, wydany 1 lipca, 2003 roku w Sick Wid It i Jive Records. Według SoundScan, album sprzedał się w ilości 50.000 w pierwszym tygodniu.

## Lista utworów
1. „Breakin’ News” (feat. Rankin Scroo)
2. „Hot”
3. „I Got Dat Work”
4. „Quarterbackin'” (feat. Clipse)
5. „Married To The Ave”
6. „One Night Stand” (feat. DJ Kayslay)
7. „I Hope U Get This Kite”
8. „Act A Ass” (feat. Rankin Scroo)
9. „Anybody Can Get It” (feat. Lil Jon & The Eastside Boyz, Bone Crusher & David Banner)
10. „Gasoline” (feat. Turf Talk & Doonie)
11. „Show & Prove” (feat. Goapele)
12. „This Goes Out”
13. „Northern Califoolya” (feat. San Quinn, Messy Marv, B-Legit, E-A-Ski, Keek Da Sneak & James "Stomp Down" Bailey)
14. „That’s A Good Look 4 U”
15. „If I Was A 5th”
16. „Wa La” (feat. The Mossie & Mo-Mo)
17. „Pharmaceutical (Outro)”
18. „Quaterbackin' Featuring Clipse (DJ Quick Remix)” (utwór dodatkowy)

## Pozycja na listach
| Lista                  | Pozycja |
| ---------------------- | ------- |
| Top R&B/Hip-Hop Albums | 4       |
| Billboard 200          | 16      |